# Bairdia corpulenta
Bairdia corpulenta är en kräftdjursart. Bairdia corpulenta ingår i släktet Bairdia och familjen Bairdiidae. Inga underarter finns listade.